# Schwarzensee (Alpes de Berchtesgaden)
Le Schwarzensee est un lac dans les Alpes de Berchtesgaden, situé dans la commune de Bavière de Schönau am Königssee, au sein du parc national de Berchtesgaden, près de la frontière avec l'Autriche.

## Géographie
Il se situe au-dessus du Königssee et à 1 460 m au sud-ouest de l'Obersee. Il est accessible par une bifurcation depuis le Sagerecksteig. Les autres lacs karstiques à proximité sont le lac Funten et le Grünsee.
Le Schwarzensee s'écoule sous terre jusqu'au Königssee, où l'eau prend environ 20 heures.